# Liste der Naturdenkmale in Hüttlingen (Württemberg)
| Naturdenkmale | Anzahl |
| ------------- | ------ |
| FND           | 4      |
| END           | 4      |
| Gesamt        | 8      |

Die Liste der Naturdenkmale in Hüttlingen nennt die verordneten Naturdenkmale (ND) der im baden-württembergischen Ostalbkreis liegenden Gemeinde Hüttlingen. In Hüttlingen gibt es insgesamt acht als Naturdenkmal geschützte Objekte, davon vier flächenhafte Naturdenkmale (FND) und vier Einzelgebilde-Naturdenkmale (END).
Stand: 31. Oktober 2016.

## Flächenhafte Naturdenkmale (FND)
| Name                                   | Bild | Kennung     | Einzelheiten | Position | Fläche Hektar | Datum        |
| -------------------------------------- | ---- | ----------- | ------------ | -------- | ------------- | ------------ |
| Birkengruppe auf dem Halmesbuck        | BW   | 81360330004 | Hüttlingen   | ⊙        | 0,1           |              |
| Gehölzgruppen                          |      | 81360330024 | Hüttlingen   | ???      | 1,1           | 6. Juli 1994 |
| Hangwald westlich der Kapelle          | BW   | 81360330007 | Hüttlingen   | ⊙        | 0,9           |              |
| Pflanzenstandort auf Goldshöfer Sanden | BW   | 81360330005 | Hüttlingen   | ⊙        | 0,3           |              |
| Legende für Naturdenkmal               |      |             |              |          |               |              |

## Einzelgebilde (END)
| Name                             | Bild | Kennung     | Einzelheiten | Position | Fläche Hektar | Datum |
| -------------------------------- | ---- | ----------- | ------------ | -------- | ------------- | ----- |
| 1 Eiche beim Kleingartengelände  | BW   | 81360330003 | Hüttlingen   | ⊙        | 0,0           |       |
| 1 Stieleiche an der Bolzensteige | BW   | 81360330006 | Hüttlingen   | ⊙        | 0,0           |       |
| 2 Linden am Weg zur EVS          | BW   | 81360330002 | Hüttlingen   | ⊙        | 0,0           |       |
| 3 Linden im Gewann Hohenespe     | BW   | 81360330001 | Hüttlingen   | ⊙        | 0,0           |       |
| Legende für Naturdenkmal         |      |             |              |          |               |       |